# Liste der Pfarren im Stadtdekanat 1 (Erzdiözese Wien)
Das Stadtdekanat 1 ist ein Dekanat im Vikariat Wien Stadt der römisch-katholischen Erzdiözese Wien.
Es umfasst sechs Pfarren im 1. Wiener Gemeindebezirk Innere Stadt mit rund 10.000 Katholiken. Das Dekanat geht auf das nach der Stadterweiterung von 1850 und dem österreichischen Konkordat von 1855 durch Erzbischof Joseph Othmar von Rauscher geschaffene Stadtdekanat I zurück, das zunächst auch die Pfarren in den neuen Gemeindebezirken Leopoldstadt, Landstraße und Alsergrund umfasste.

## Pfarren mit Kirchengebäuden und Kapellen
- Ink. … Inkorporation
- K. ... Katholiken (Stand 2013)

| Pfarre                                 | Ink.                    | Seit           | K.   | Patrozinium       | Kirchengebäude und Kapellen |                  |
| Dom- und Metropolitanpfarre St. Stefan |                         | 1137           | 2519 | St. Stephan       | Pfarrkirche: Stephansdom Ruprechtskirche, Deutschordenskirche, Franziskanerkirche, Andreaskapelle im Erzbischöflichen Palais, Maria-Himmelfahrtkapelle im Domherrenhof, Curhauskapelle, Kapelle in der Missio-Generaldirektion                                                 |                  |
| Griechisch-katholische Zentralpfarre   |                         | 1784           |      | St. Barbara       | Pfarrkirche: Barbarakirche Rektorat der rumänisch-unierten Mission | Barbarakirche    |
| Maria Rotunda                          | Dominikanerkloster (OP) | 1783           | 797  |                   | Pfarrkirche: Dominikanerkirche (Basilica minor) Jesuitenkirche, Bernhardskapelle im Heiligenkreuzerhof |                  |
| St. Augustin                           | Augustinerkloster (OSA) | 1783, neu 1951 | 1138 | St. Augustin      | Pfarrkirche: Augustinerkirche Malteserkirche, Burgkapelle der Hofburg, Sankt Ursula, Annakirche, Kapuzinerkirche, Elisabethkapelle im Center St. Elisabeth | Augustinerkirche |
| St. Michael                            | Salvatorianer (SDS)     | 1267, neu 1939 | 712  | St. Michael       | Pfarrkirche: Michaelerkirche Peterskirche, Matrikenstelle zu den Neun Chören der Engel der kroatisch-katholischen Mission, Kapelle im ehemaligen Wohnzimmer des Heiligen Stanislaus Kostka, Kapelle zum Heiligen Kreuz und Seligen Jakob Kern im Gebäude des Innenministeriums |                  |
| Unsere Liebe Frau zu den Schotten      | Schottenstift (OSB)     | 1155           | 1636 | Mariä Himmelfahrt | Pfarrkirche: Schottenkirche (Basilica minor) Maria am Gestade, Minoritenkirche, Johannes-Nepomuk-Kapelle im Bundeskanzleramt, Mariä-Opferung-Kapelle im Palais Niederösterreich, Kapelle der Internationalen Akademie für Evangelisation                                       | Schottenkirche   |

### Diözesaner Entwicklungsprozess
Am 29. November 2015 wurden für alle Pfarren der Erzdiözese Wien Entwicklungsräume definiert. Die Pfarren sollen in den Entwicklungsräumen stärker zusammenarbeiten, Pfarrverbände oder Seelsorgeräume bilden. Am Ende des Prozesses sollen aus den Entwicklungsräumen neue Pfarren entstehen. Das Stadtdekanat 1 bildet einen Entwicklungsraum.